# 3737 Beckman
A 3737 Beckman (ideiglenes jelöléssel 1983 PA) egy marsközeli kisbolygó. Eleanor F. Helin fedezte fel 1983. augusztus 8-án.